# کاکه‌کومی
کاکه‌کومی (به ژاپنی: 駆込み女と駆出し男) فیلمی در ژانر کمدی-درام به کارگردانی ماساتو هارادا است که در سال ۲۰۱۵ اکران شد.